# 17033 Rusty
17033 Rusty (1999 FR9) là một tiểu hành tinh vành đai chính được phát hiện ngày 22 tháng 3 năm 1999 bởi Dự án nghiên cứu tiểu hành tinh gần Trái Đất Lowell ở Trạm Anderson Mesa.